# Кызылтан (Западно-Казахстанская область)
Кызылтан (каз. Қызылтаң) — упразднённое село в Сырымском районе Западно-Казахстанской области Казахстана. Входило в состав Саройского сельского округа. Исключено из учётных данных в 2024 году.
Код КАТО — 275855400.

## Население
В 1999 году население села составляло 56 человек (29 мужчин и 27 женщин). По данным переписи 2009 года, в селе проживало 26 человек (17 мужчин и 9 женщин).